# Hammerwerk Loch
Das Hammerwerk Loch war ein Eisenhammer an der Schwarzen Laber zwischen den heutigen Ortsteilen Loch und Eichhofen des bayerischen Marktes Nittendorf. 1449 waren hier die Hammermeister Albrecht und Hans Moller (später auf dem Hammerwerk in Heitzenhofen) belegt.
Der Hammer lieferte von 1532 bis 1563 seinen Deuchel in das 15 Kilometer entfernte Dießen. 1581 kaufte Leonhard Sauerzapf aus dem verganteten Nachlass des Hammermeisters Ambrosius Raiger Schloss Eichhofen sowie den Hammer zu Loch. Danach kam er an die mit den Sauerzapfs verschwägerte Familie der Rosenbusch.
Zwischen 1612 und 1614 lag der Hammer still, war aber betriebsbereit. Das Erz wurde aus Amberg, der Herrschaft Ehrenfels und aus Stollen aus dem Frauenforst bezogen; letzteres Waldgebiet wurde von den Hammerbesitzern 1606 vom Kloster Niedermünster angekauft.
1595 betrug die Jahresproduktion 60 Pfund Eisen. Als Lohnkosten fielen 432 fl an, das Bergfuder Erz aus Amberg kostete 138 fl Einkaufspreis und 201 fl Transport, wobei im Jahr drei Bergfuder verarbeitet wurden. Für Holzkohle fielen weitere 572 fl an. Zudem fielen Kosten für den Hüttkapfer (= Betriebsleiter), Betriebskosten und Fuhrkosten für den Abtransport des Eisens an. Bei einem Preis von 50 fl pro Pfund Schieneisen erbrachte der Hammer einen jährlichen Gewinn von etwa 600 fl.
Um 1600 arbeiteten auf dem Hammer acht Mann. Der Eisenhammer stellte im Jahr 1848 seinen Betrieb ein, die daraufhin errichteten Getreidemühlen stehen seit 1970 still.